# Marcantonio Colonna di Stigliano (principe di Stigliano)
Marcantonio Colonna di Stigliano, III principe di Stigliano (Napoli, 5 luglio 1808 – Napoli, 11 luglio 1890), è stato un nobile italiano.

## Biografia
Nato a Napoli nel 1808, Marcantonio era figlio di Ferdinando Colonna di Stigliano, II principe di Stigliano e di sua moglie, Giovanna Doria d'Angri. Venne battezzato col nome del suo bisnonno paterno, il principe di Sonnino, come pure in onore del celebre condottiero Marcantonio V della casata dei Colonna.
Al momento della sua nascita, suo padre ricopriva l'incarico di Ciambellano presso la corte del Regno di Napoli, al servizio di Giuseppe Bonaparte prima e poi di Gioacchino Murat. Con la restaurazione, mentre suo padre risultò maggiormente compromesso col regime napoleonico, egli seppe mantenere quel delicato equilibrio che consentì alla sua famiglia di mantenere quasi del tutto intatti i propri possedimenti, pur vedendosi ormai privata dei diritti feudali sugli stessi.
Alla morte di suo padre nel 1834, gli succedette come principe di Stigliano e mantenne le sue prerogative sino alla caduta del Regno delle Due Sicilie nel 1859 quando pure si vide riconfermare i propri antichi privilegi, inserendosi abilmente nella società napoletana del neonato Regno d'Italia.
Morì a Napoli nel 1890.

## Matrimonio e figli
A Napoli il 27 agosto 1838 sposò sua cugina Cecilia Mastrilli, figlia di Marzio Mastrilli, I duca di Gallo e di sua zia, Maria Luisa Colonna di Stigliano. Da questo matrimonio non nacquero eredi e pertanto, alla morte di Marcantonio, i suoi titoli ed i suoi possedimenti passarono a suo fratello Gioacchino Colonna di Stigliano, IV principe di Stigliano.

## Albero genealogico
|                                                             |                                             |                                           | Genitori                                                |  |  | Nonni |  |  | Bisnonni                                                  |  |  | Trisnonni                                               |  |
|                                                             |                                             |                                           |                                                         |  |  |       |  |  | Marcantonio Colonna di Stigliano, III principe di Sonnino |  |  | Ferdinando Colonna di Stigliano, II principe di Sonnino |  |
|                                                             |                                             |                                           |                                                         |  |  |       |  |  | Marcantonio Colonna di Stigliano, III principe di Sonnino |  |  | Ferdinando Colonna di Stigliano, II principe di Sonnino |  |
|                                                             |                                             | Luisa Caracciolo                          |                                                         |  |  |       |  |  | Marcantonio Colonna di Stigliano, III principe di Sonnino |  |  |                                                         |  |
| Andrea Colonna di Stigliano, I principe di Stigliano        |                                             |                                           |                                                         |  |  |       |  |  | Marcantonio Colonna di Stigliano, III principe di Sonnino |  |  |                                                         |  |
|                                                             |                                             | Giulia d'Avalos d'Aquino d'Aragona        | Andrea d'Avalos d'Aquino d'Aragona, VII duca di Celenza |  |  |       |  |  |                                                           |  |  |                                                         |  |
|                                                             |                                             | Giulia d'Avalos d'Aquino d'Aragona        | Andrea d'Avalos d'Aquino d'Aragona, VII duca di Celenza |  |  |       |  |  |                                                           |  |  |                                                         |  |
|                                                             |                                             | Giulia d'Avalos d'Aquino d'Aragona        | Beatrice Cosima Antonia Caracciolo                      |  |  |       |  |  |                                                           |  |  |                                                         |  |
| Ferdinando Colonna di Stigliano, II principe di Stigliano   |                                             | Giulia d'Avalos d'Aquino d'Aragona        |                                                         |  |  |       |  |  |                                                           |  |  |                                                         |  |
|                                                             |                                             | Carlo Ruffo, V principe di Sant'Antimo    | Francesco Ruffo, VI duca di Bagnara                     |  |  |       |  |  |                                                           |  |  |                                                         |  |
|                                                             |                                             | Carlo Ruffo, V principe di Sant'Antimo    | Francesco Ruffo, VI duca di Bagnara                     |  |  |       |  |  |                                                           |  |  |                                                         |  |
|                                                             |                                             | Carlo Ruffo, V principe di Sant'Antimo    | Ippolita d'Avalos                                       |  |  |       |  |  |                                                           |  |  |                                                         |  |
| Cecilia Ruffo di Sant'Antimo                                |                                             | Carlo Ruffo, V principe di Sant'Antimo    |                                                         |  |  |       |  |  |                                                           |  |  |                                                         |  |
|                                                             |                                             | Anna Cavaniglia di San Giovanni Rotondo   | Troiano Cavaniglia, VI duca di San Giovanni Rotondo     |  |  |       |  |  |                                                           |  |  |                                                         |  |
|                                                             |                                             | Anna Cavaniglia di San Giovanni Rotondo   | Troiano Cavaniglia, VI duca di San Giovanni Rotondo     |  |  |       |  |  |                                                           |  |  |                                                         |  |
|                                                             |                                             | Anna Cavaniglia di San Giovanni Rotondo   | Cecilia de Ponte                                        |  |  |       |  |  |                                                           |  |  |                                                         |  |
| Marcantonio Colonna di Stigliano, III principe di Stigliano |                                             | Anna Cavaniglia di San Giovanni Rotondo   |                                                         |  |  |       |  |  |                                                           |  |  |                                                         |  |
|                                                             | Giovanni Carlo Doria, VIII principe d'Angri | Marcantonio Doria, VII principe d'Angri   |                                                         |  |  |       |  |  |                                                           |  |  |                                                         |  |
|                                                             | Giovanni Carlo Doria, VIII principe d'Angri | Marcantonio Doria, VII principe d'Angri   |                                                         |  |  |       |  |  |                                                           |  |  |                                                         |  |
|                                                             | Giovanni Carlo Doria, VIII principe d'Angri | Maria Lilla Grimaldi                      |                                                         |  |  |       |  |  |                                                           |  |  |                                                         |  |
| Marcantonio Doria, IX principe d'Angri                      | Giovanni Carlo Doria, VIII principe d'Angri |                                           |                                                         |  |  |       |  |  |                                                           |  |  |                                                         |  |
|                                                             |                                             | Giovanna Pappacoda                        | Giuseppe Pappacoda                                      |  |  |       |  |  |                                                           |  |  |                                                         |  |
|                                                             |                                             | Giovanna Pappacoda                        | Giuseppe Pappacoda                                      |  |  |       |  |  |                                                           |  |  |                                                         |  |
|                                                             |                                             | Giovanna Pappacoda                        | Anna Maria Spinelli Barrile                             |  |  |       |  |  |                                                           |  |  |                                                         |  |
| Giovanna Doria d'Angri                                      |                                             | Giovanna Pappacoda                        |                                                         |  |  |       |  |  |                                                           |  |  |                                                         |  |
|                                                             |                                             | Francesco Maria Doria, principe di Avella | Filippo Doria Sforza Visconti, marchese Doria           |  |  |       |  |  |                                                           |  |  |                                                         |  |
|                                                             |                                             | Francesco Maria Doria, principe di Avella | Filippo Doria Sforza Visconti, marchese Doria           |  |  |       |  |  |                                                           |  |  |                                                         |  |
|                                                             |                                             | Francesco Maria Doria, principe di Avella | Bianca Maria von Sinzendorf, marchesa di Caravaggio     |  |  |       |  |  |                                                           |  |  |                                                         |  |
| Teresa Doria del Carretto                                   |                                             | Francesco Maria Doria, principe di Avella |                                                         |  |  |       |  |  |                                                           |  |  |                                                         |  |
|                                                             |                                             | Maria Giovanna Doria del Carretto         | Lazzaro Doria, marchese di Tozzano                      |  |  |       |  |  |                                                           |  |  |                                                         |  |
|                                                             |                                             | Maria Giovanna Doria del Carretto         | Lazzaro Doria, marchese di Tozzano                      |  |  |       |  |  |                                                           |  |  |                                                         |  |
|                                                             |                                             | Maria Giovanna Doria del Carretto         | Giovanna Maria Teresa Doria                             |  |  |       |  |  |                                                           |  |  |                                                         |  |
|                                                             |                                             | Maria Giovanna Doria del Carretto         |                                                         |  |  |       |  |  |                                                           |  |  |                                                         |  |